# دی‌متوکسی‌متان
دی‌متوکسی‌متان (به انگلیسی: Dimethoxymethane) یک ترکیب شیمیایی با شناسه پاب‌کم ۸۰۲۰ است. شکل ظاهری این ترکیب، مایع بی‌رنگ است.